# Castello Visconteo
Castello Visconteo – zamek wybudowany w 1360 r. we włoskim mieście Pawia przez Galeazzo II Viscontiego.
Pierwotnie ta budowla z XIV wieku miała przeznaczenie fortyfikacyjne, otaczała też obszerny dziedziniec. W 1392 roku syn Galeazzo – Gian Galeazzo – wybudował niewielką fortecę w pobliżu pierwotnej budowli. Miała ona służyć jako koszary dla zaciężnego wojska. Pomiędzy budynkami znajdowała się fosa. Ostatni z Viscontich, Filippo Maria, połączył oba budynki fortecy mostem i założył ogrody na obszarze wokół zamku. Podczas lat jego urzędowania zamek został rozbudowany do wymiarów 180x180 metrów i wzbogacony czterema wieżami w każdym narożniku.
W zamku znajdowała się duża biblioteka z wieloma manuskryptami i astronomicznym zegarem pokazującym ruchy wszystkich znanych ówcześnie planet. W niej to Leonardo da Vinci odnalazł rękopis śląskiego matematyka Witelona, traktujący o perspektywie.
W XVIII wieku, podczas kampanii włoskiej, jeden z generałów Napoleona częściowo przemienił zamek w fortecę odporną na strzały artylerii wroga; dopiero w roku 1911 rozpoczęto przywracanie pierwotnego stanu. Prace zakończono w 1935 roku. Obecnie w murach zamku znajduje się muzeum oraz przechowywane są w nim cenne zbiory miejscowego uniwersytetu.